# Filmfestivalen i Cannes 2015
Filmfestivalen i Cannes 2015 (franska: Festival de Cannes 2015) var den 68:e officiella upplagan av filmfestivalen i Cannes. Den hölls i Cannes, Frankrike, från 13 till 24 maj 2015. Ordförande för tävlingsjuryn var den amerikanska regiduon Joel och Ethan Coen; det var första gången som ordförandeskapet delades av två personer. Öppningsfilm var den franska filmen Malony i regi av Emmanuelle Bercot. Den officiella festivalaffischen föreställde den svenska skådespelerskan Ingrid Bergman och byggde på ett foto taget av David Seymour. Guldpalmen gick till den franska filmen Dheepan i regi av Jacques Audiard.

## Officiella programmet
Det officiella programmet tillkännagavs vid en presskonferens 16 april 2015.

### Huvudtävlan
| Svensk titel      | Ursprungstitel           | Regissör          | Produktionsland                             |
| ----------------- | ------------------------ | ----------------- | ------------------------------------------- |
| Dheepan           | Dheepan                  | Jacques Audiard   | Frankrike                                   |
| Marknadens lag    | La Loi du marché         | Stéphane Brizé    | Frankrike                                   |
|                   | Marguerite et Julien     | Valérie Donzelli  | Frankrike                                   |
|                   | Chronic                  | Michel Franco     | USA                                         |
| Tale of tales     | Il racconto dei racconti | Matteo Garrone    | Italien                                     |
| Carol             | Carol                    | Todd Haynes       | Storbritannien, USA                         |
| The assassin      | 聶隱娘 Nie yin niang     | Hou Hsiao-hsien   | Taiwan                                      |
|                   | 山河故人 Shan he gu ren  | Jia Zhangke       | Kina                                        |
| Systrarna         | 海街diary Umimachi diary | Hirokazu Kore-eda | Japan                                       |
| Macbeth           | Macbeth                  | Justin Kurzel     | Storbritannien, Frankrike, USA              |
|                   | The lobster              | Giorgos Lanthimos | Grekland, Frankrike, Irland, Storbritannien |
| Förförd           | Mon roi                  | Maïwenn           | Frankrike                                   |
| Mia madre         | Mia madre                | Nanni Moretti     | Italien                                     |
| Sauls son         | Saul Fia                 | László Nemes      | Ungern                                      |
| Valley of love    | Valley of love           | Guillaume Nicloux | Frankrike                                   |
| Youth             | La giovinezza            | Paolo Sorrentino  | Italien                                     |
| Louder than bombs | Louder than bombs        | Joachim Trier     | Norge, Frankrike, Danmark, USA              |
|                   | The sea of trees         | Gus Van Sant      | USA                                         |
| Sicario           | Sicario                  | Denis Villeneuve  | USA                                         |

### Un certain regard
| Svensk titel         | Ursprungstitel             | Regissör                  | Produktionsland                |
| -------------------- | -------------------------- | ------------------------- | ------------------------------ |
|                      | Masaan                     | Neeraj Ghaywan            | Indien                         |
| Bland män och får    | Hrútar                     | Grímur Hákonarson         | Island                         |
| Under körsbärsträden | あん An                    | Naomi Kawase              | Japan                          |
|                      | 岸辺の旅 Kishibe no tabu   | Kiyoshi Kurosawa          | Japan                          |
|                      | Je suis un soldat          | Laurent Larivière         | Frankrike                      |
|                      | Zvizdan                    | Dalibor Matanić           | Kroatien, Slovenien            |
|                      | Taklub                     | Brillante Mendoza         | Filippinerna                   |
|                      | The other side             | Roberto Minervini         | USA, Italien                   |
|                      | Un etaj mai jos            | Radu Muntean              | Rumänien                       |
|                      | 무뢰한 Mue-ro-han          | Oh Seung-uk               | Sydkorea                       |
|                      | Las elegidas               | David Pablos              | Mexiko                         |
|                      | ناهید Nahid                | Ida Panahandeh            | Iran                           |
|                      | Comoara                    | Corneliu Porumboiu        | Rumänien                       |
|                      | Alias María                | José Luis Rugeles Gracia  | Colombia, Argentina, Frankrike |
|                      | Chauthi Koot               | Gurvinder Singh           | Indien                         |
|                      | 마돈나 Madonna             | Shin Su-won               | Sydkorea                       |
|                      | รักที่ขอนแก่น Rak ti khon kaen | Apichatpong Weerasethakul | Thailand                       |
| Maryland             | Maryland                   | Alice Winocour            | Frankrike                      |
|                      | Lamb                       | Yared Zeleke              | Etiopien, Frankrike, Qatar     |

### Utom tävlan
| Svensk titel          | Ursprungstitel                        | Regissör                           | Produktionsland |
| --------------------- | ------------------------------------- | ---------------------------------- | --------------- |
| Mad Max: Fury Road    | Mad Max: Fury Road                    | George Miller                      | Australien, USA |
| Malony – öppningsfilm | La Tête haute                         | Emmanuelle Bercot                  | Frankrike       |
| Irrational man        | Irrational man                        | Woody Allen                        | USA             |
|                       | The little prince                     | Mark Osborne                       | Frankrike       |
| Insidan ut            | Inside out                            | Pete Docter och Ronaldo del Carmen | USA             |
|                       | La Glace et le ciel – avslutningsfilm | Luc Jacquet                        | Frankrike       |

Midnattsvisningar
| Svensk titel | Ursprungstitel | Regissör      | Produktionsland |
| ------------ | -------------- | ------------- | --------------- |
|              | 오피스 Opiseu  | Hong Won-chan | Sydkorea        |
| Amy          | Amy            | Asif Kapadia  | Storbritannien  |
| Love         | Love           | Gaspar Noé    | Frankrike       |

Specialvisningar
| Svensk titel | Ursprungstitel                                 | Regissör          | Produktionsland    |
| ------------ | ---------------------------------------------- | ----------------- | ------------------ |
|              | Asphalte                                       | Samuel Benchetrit | Frankrike          |
|              | Oka                                            | Souleymane Cissé  | Mali               |
|              | Une histoire de fou                            | Robert Guédiguian | Frankrike          |
|              | היורד למעלה Hayored lema'ala                   | Elad Keidan       | Israel             |
|              | סיפור על אהבה וחושך Sipur al ahava ve choshech | Natalie Portman   | Israel             |
|              | Amnesia                                        | Barbet Schroeder  | Schweiz, Frankrike |
|              | Panama                                         | Pavle Vučković    | Serbien            |

## Jury

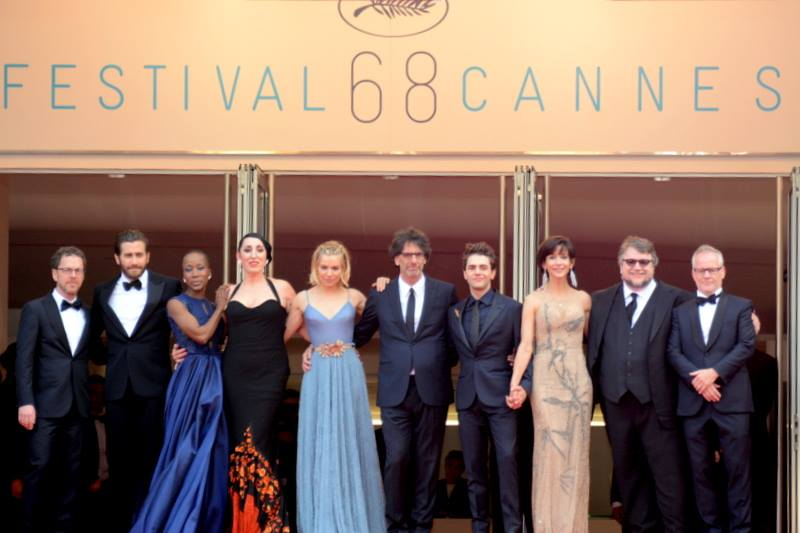
Tävlingsjuryn från vänster till höger: Ethan Coen, Jake Gyllenhaal, Rokia Traoré, Rossy de Palma, Sienna Miller, Joel Coen, Xavier Dolan, Sophie Marceau, Guillermo del Toro och festivalchefen Thierry Frémaux

### Huvudtävlan
- Joel och Ethan Coen, amerikanska filmare, juryordförande
- Rossy de Palma, spansk skådespelerska
- Sophie Marceau, fransk skådespelerska och regissör
- Sienna Miller, engelsk skådespelerska
- Rokia Traoré, malisk sångerska och låtskrivare
- Guillermo del Toro, mexikansk filmare
- Xavier Dolan, kanadensisk filmare
- Jake Gyllenhaal, amerikansk skådespelare

### Un certain regard
- Isabella Rossellini, italiensk-amerikansk skådespelerska, juryordförande
- Haifaa al-Mansour, saudisk filmare
- Nadine Labaki, libanesisk filmare och skådespelerska
- Panos H. Koutras, grekisk filmare
- Tahar Rahim, fransk skådespelare

## Priser
Priserna utföll som följer:
- Guldpalmen – Dheepan av Jacques Audiard
- Festivalens stora pris – Sauls son av László Nemes
- Jurypriset – The lobster av Giorgos Lanthimos
- Bästa regi – Hou Hsiao-hsien för The assassin
- Bästa manuskript – Michel Franco för Chronic
- Bästa kvinnliga skådespelare
  - Rooney Mara för Carol
  - Emmanuelle Bercot för Mon roi
- Bästa manliga skådespelare  – Vincent Lindon för Marknadens lag
- Un certain regard-priset – Bland män och får av Grímur Hákonarson
- Caméra d'Or – La tierra y la sombra av César Augusto Acevedo